# Симогё (Киото)
Симогё (яп. 下京区, しもぎょうく [ɕimogʲoː ku]) — район города Киото префектуры Киото в Японии. По состоянию на 1 июля 2012 года население района составило 80 110 человек, плотность населения — 11 750 чел / км ².

## Название
Название происходит от местности Симогё, располагавшейся в южной части средневекового Киото.

## История
- 10 апреля 1879 — образован административный район Симогё префектуры Киото.
- 1 апреля 1889 — образован город Киото путём объединения административных районов Камигё и Симогё. Административные районы превращены в городские.
- 1 апреля 1929 — выделены городские районы Сакё, Накагё и Хигасияма из состава Камигё и Симогё.
- 1 сентября 1955 — выделен район Минами из состава Симогё.

## Достопримечательности
- Ниси Хонган-дзи
- Хигаси Хонган-дзи
- Киотский вокзал
- бывший квартал гейш и проституток Симабара